# Gabelbach (Zusmarshausen)
Gabelbach ist ein Ortsteil des Marktes Zusmarshausen im schwäbischen Landkreis Augsburg. Das im Naturpark Augsburg-Westliche Wälder gelegene Pfarrdorf besitzt neben einigen historischen Wohnbauten eine der bedeutendsten Pfarrkirchen des „Schwäbischen Pfaffenwinkels“.

Zur Gemarkung gehören der Weiler Kleinried und die Einöde Rücklenmühle.

## Geographie
Der Ort liegt südwestlich des Hauptortes im mittleren Zusamtal zwischen Zusmarshausen und Dinkelscherben. Direkt an der Bahnstrecke Augsburg–Ulm gelegen, breitet er sich auf der flacheren Talwestseite unterhalb des bewaldeten Höhenrückens zwischen Zusam- und  Mindeltal aus. Zudem ist die Bundesautobahn 8 München – Stuttgart nur drei Kilometer entfernt.

## Geschichte

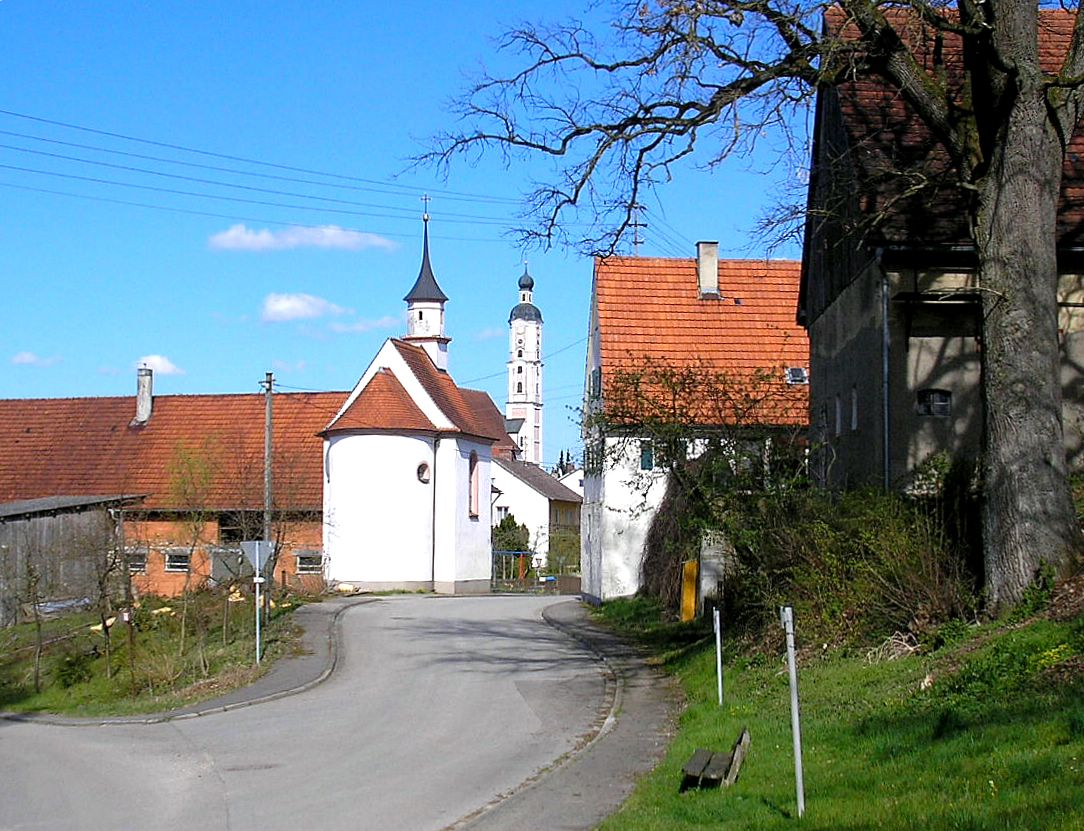
Die barocke Kapelle St. Anna mit dem Turm der Pfarrkirche St. Martin

Die Gründung Gabelbachs fand vermutlich unter fränkischer Herrschaft im 8. Jahrhundert als Siedlung des „Gabilo am Bach“ statt. Eine Urkunde von 804 bestätigt die zeitgleiche Schenkung eines Besitzes „Kapalbach“ an das Hochstift Freising durch den Priester Cundhoh.
Gesichert ist, dass die Siedlung ab 1263 in die Hände der Herren von Gabelbach kam. Dieses zunächst markgräfisch-burgauische Ministerialengeschlecht errichtete als Sitz neben der Kirche eine Burg, deren Burgstall nur noch teilweise erhalten ist. (Burgställe Gabelbach)
Umfangreicher war ihr im 14. Jahrhundert begründeter Wohnsitz auf der Waldkuppe südwestlich des Ortes, von dem aus die Lehensträger als Dienstmannen des Hochstiftes Augsburg den Ort beherrschten. Ein gut erhaltener, zweiteiliger Burgstall kündet noch heute von der Existenz der Ministerialen.
Nach dem Aussterben der Herren von Gabelbach im Spätmittelalter ging der Ort erst an den Ritter Hartmann von Burgau, später teilweise an die Grafen von Helfenstein, bevor das Augsburger Heilig-Geist-Spital den gesamten Ort erwarb. Als dessen Eigentum war der Ort Sitz eines Obervogtamtes, in dem über Jahrhunderte die Grund- und Niedergerichtsherrschaft ausgeübt wurde. Erst nach der Säkularisation 1803 ging Gabelbach 1806 an das Königreich Bayern.
Von 1862 bis 1929 gehörte Gabelbach zum Bezirksamt Zusmarshausen und ab 1929 zum Bezirksamt Augsburg, das ab 1939 als Landkreis Augsburg bezeichnet wurde.
Am 1. Mai 1978 erfolgte im Zuge der Gemeindegebietsreform die Eingemeindung Gabelbachs nach Zusmarshausen.

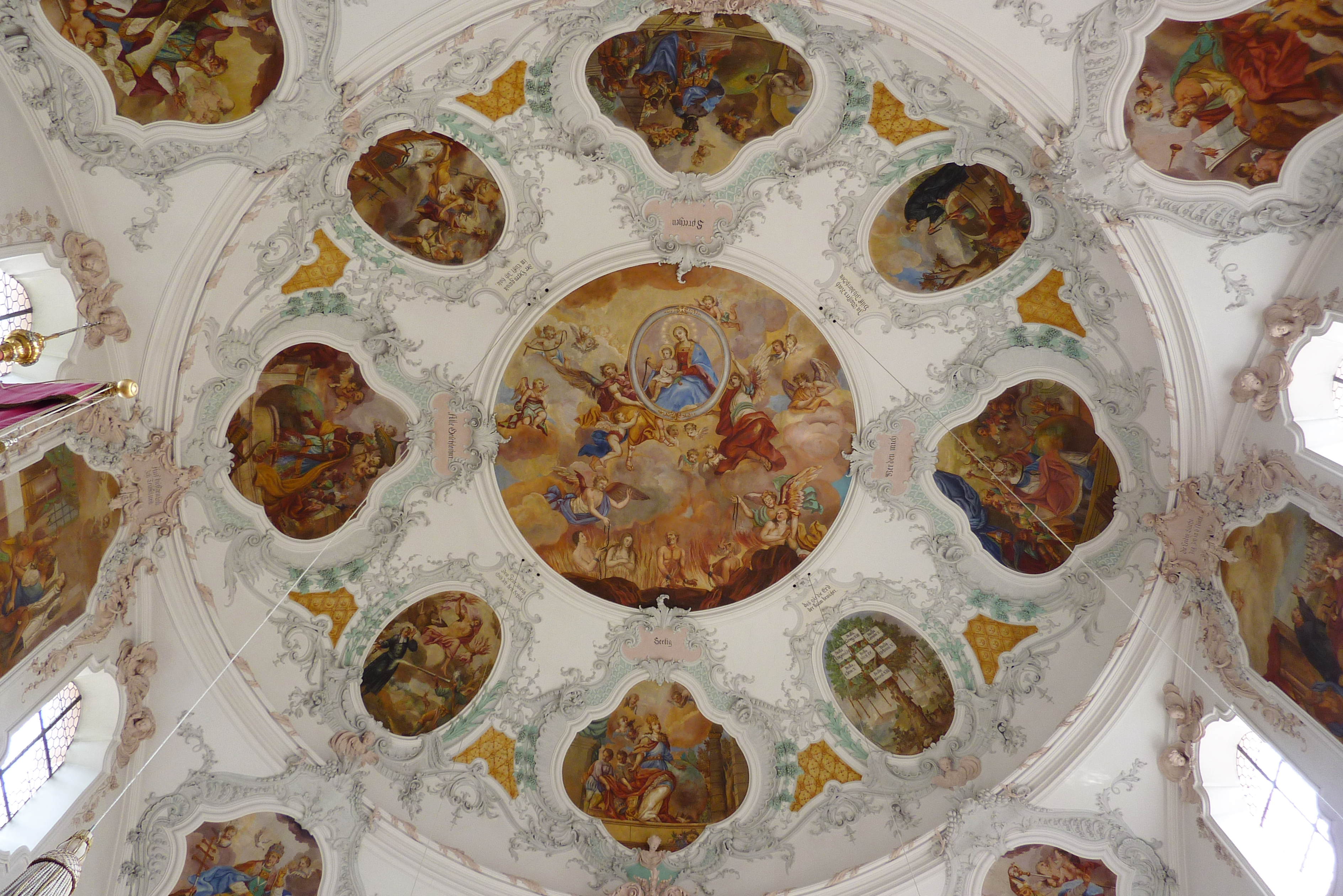
Deckenfresko

## Sehenswürdigkeiten
- Die Gabelbacher Pfarrkirche St. Martin zählt zu den bedeutendsten Dorfkirchen im Landkreis Augsburg.
- Zusammen mit der Pfarrkirche und der barocken Kapelle St. Anna bilden die erhaltenen Profanbauten eines der geschlossensten historischen Ensembles im Augsburger Umland.
- Das Dorfbild wird durch einige gut erhaltene bzw. restaurierte Wohnbauten des 18. und 19. Jahrhunderts bereichert.